# Deepa Shree Niraula
Deepa Shree Niraula (दिपाश्री निरौला) és una actriu, còmica, directora i personalitat de la ràdio nepalesa. És coneguda pel seu paper a la sèrie de televisió nepalí Tito Satya. Va aparèixer a la sèrie de pel·lícules de comèdia Chakkapanja. És la directora de la franquícia de cinema nepalí Chhakka Panja i va ser convidada permanent a la primera temporada de Mundre Ko Comedy Club.

## Biografia
Deepa Shree Niraula té una educació de nivell mitjà del campus Mahendra Morang, afiliada a la Universitat de Tribhuwan a Biratnagar.
Niraula va començar a actuar a través de Tharu Cinema, protagonitzant Hatai Kuhira, que es filma en idiomes Tharu. Més tard va debutar al cinema nepalí, però només va obtenir el reconeixement després d'haver interpretat a la sèrie de televisió Tito Satya. També ha actuat a la pel·lícula en sànscrit Raag-Biragam.